# Halime Oguz
Halime Oguz (født 15. juni 1970 i Tyrkiet) er en dansk skribent, cand.mag. og politiker som var folketingsmedlem for SF fra 5. juni 2019 til 1. november 2022.

## Opvækst og uddannelse
Oguz blev født i den kurdiske landsby Tavsancali i Tyrkiet. Hun kom til Danmark som 6-årig da hun og hendes søskende og mor tilsluttede sig faren som var gæstearbejder på Lindøværftet. Hun er opvokset i bydelen Vollsmose i Odense hvor hun oplevede social kontrol blandt bydelens indvandrede. Hendes forældre arrangere en forlovelse med en mand fra landsbyen i Tyrkiet da Oguz var 15 år. Hun fik ophævet forlovelsen to år senere, men følte sig presset til at indgå i arrangeret ægteskab med en anden mand som 17-årig. ”Det er du nødt til, for du har jo holdt hans hånd”, sagde hendes mor.
Som 28-årig begyndte Oguz at uddanne på trods af mandens ønske, men med sin families støtte. Hun startede med at tage 10. klasse og så en hf-eksamen, hvorefter hun læste litteraturvidenskab på Syddansk Universitet i Odense. Oguz blev bachelor i litteraturvidenskab i 2006 og cand.mag. i mellemøststudier i 2012.

## Erhvervskarriere
Oguz har arbejdet som tolk flere steder på Fyn 2003-2012. Hun var integrationsvejleder i Københavns Kommune 2013-2018. Fra 2016 har hun også været klummeskribent for Berlingske Tidende.

## Politik
I 2009 mens hun læste mellemøststudier på Syddansk Universitet, var Oguz i en periode i praktik hos Karsten Hønge i Folketinget. Efter det blev hun selv aktiv i SF.
Hun stillede op til kommunalvalget 2013 i Odense Kommune hvor hun var nr. 4 på SF's liste og fik 309 personlige stemmer. Hun var også kandidat til Europa-Parlamentsvalget 2014 for SF hvor hun opnåede 1.134 stemmer.
Oguz blev opstillet til Folketinget i Nørrebrokredsen i Københavns Storkreds i 2015 og valgt til Folketinget ved Folketingsvalget 2019. Oguz var SF's boligordfører, integrationsordfører og byudviklingsordfører. Oguz opnåede ikke genvalg ved Folketingsvalget 2022.